# Marie Tonkin
Marie Tonkin, född 21 september 1983, är en svensk-brittisk poet. Hon debuterade som trettonåring i Bonniers litterära magasin och har sedan dess givit ut diktsamlingar och översättningar av poesi.[källa behövs]

## Karriär
Marie Tonkin har gett ut diktsamlingar och har även översatt poesi. Hon är poesiredaktör för den ekumeniska tidskriften Pilgrim. Hon kan också läsas här: kulturtidningen och bloggen Nollpunkt.

### Småskrifter
- 2012: Pyramider i paradiset
- 2019: Via dolorosa, en samling korsvägsmeditationer

### Översättningar
- 2021: Tolkningar, Pamphilus
- 2022: Pärlor ur min krona. Dikter av Else Lasker-Schüler i översättning, Lejd
- 2023: Cellängel Dikter av Menna Elfyn i översättning, Black Island Books
- 2024: Du är eld och kärlek. Dikter av Alda Merini, Lejd
- 2025: Älvkungens dotter. Dikter av Sarah Kirsch, Faethon

## Priser och utmärkelser
- 2000: Lilla Augustpriset[4]
- 2021: Tyresö kommuns kulturstipendium[5]
- 2023: Bibelpriset
- 2023: Samfundet De Nios Julpris[6]